# 부채파초

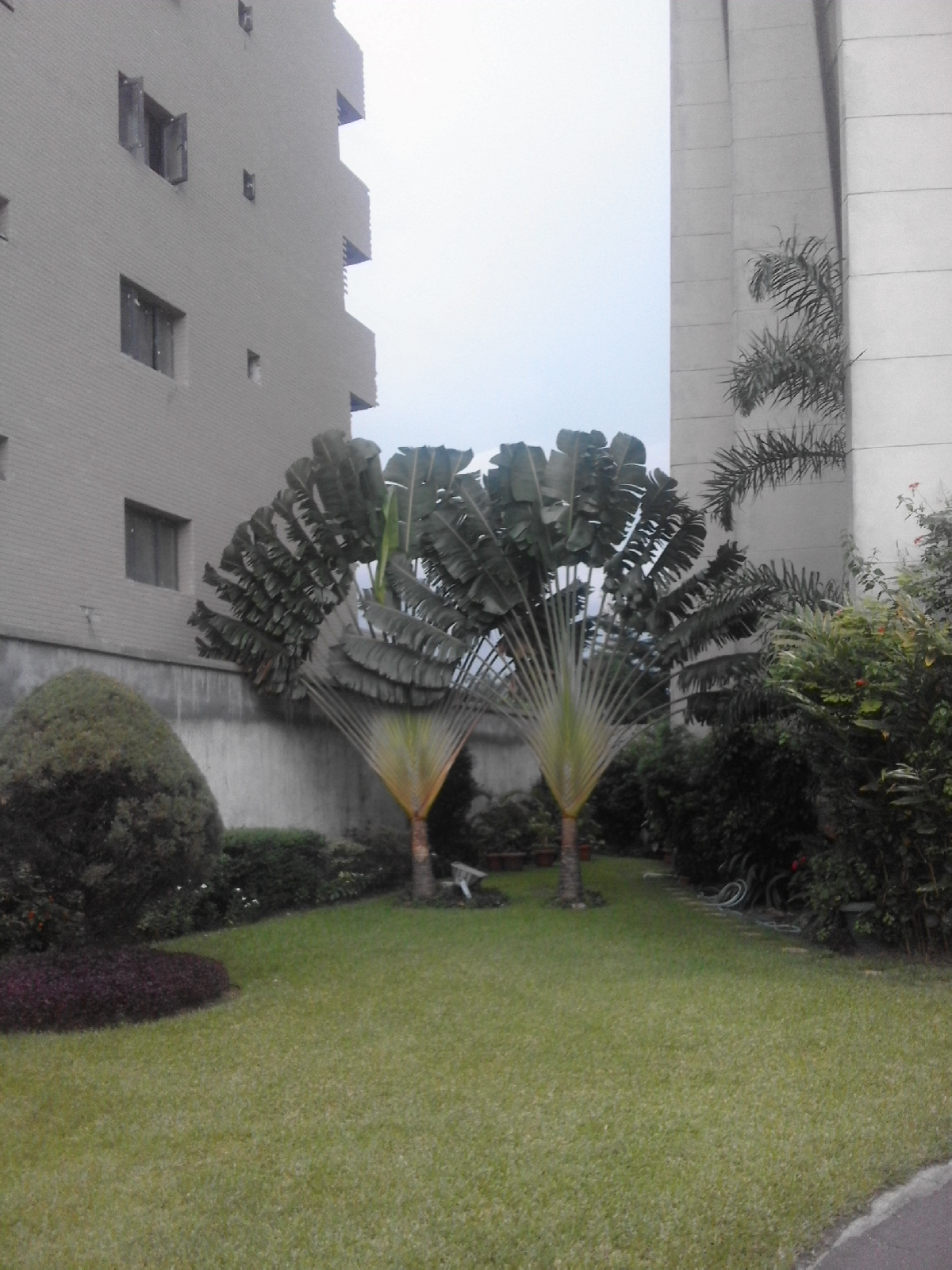
콩고 민주 공화국, 킨샤사의 두 건물 사이에서 자라는 부채파초들. 이 식물들의 (남북 방향의 축과 직각을 이루는) 부채꼴 잎무리는 햇빛을 최대한 많이 받을 수 있는 방향을 향한다.

부채파초(--芭蕉, Ravenala madagascariensis)는 부채파초속(--芭蕉屬, Ravenala)의 유일종이며 마다가스카르에 서식한다. 이 속은 남아프리카의 극락조화속, 남아메리카의 좁은부채파초속과 근연속이다. 몇몇 오래된 분류체계에서는 이 속들을 바나나가 속해있는 파초과에 분류시키기도 한다. 부채파초속은 보통 단일종으로 여겨지지만, 그동안 네 가지의 형태가 식별되었다.

## 이름
부채파초는 여인초(traveler's tree, traveller's palm)라고도 불리는데, 이 이름의 '여인'은 '여자'가 아니라 '여행객'이라는 뜻이며, 이런 이름이 붙은 이유는 아마도 목마른 여행객들이 급하게 물을 마실 수 있는 수단으로 쓰였기 때문일 수 있다. 하지만 식물 안에 고인 물은 냄새가 고약한 흙탕물이며 정수 없이 마시면 안 된다. 혹은 식물의 이파리들이 동서 방향으로 자라는 경향이 있어서 대략적인 나침반으로 활용할 수 있기 때문일지도 모른다.
학명 Ravenala는 '숲 이파리들'을 의미하는 말라가시어 어휘 ravinala에서 따왔다.

## 형태
거대한 노 모양의 이파리들은 단일한 평평한 잎차례에서 부채 모양으로 나열된 길다란 잎자루(en:petiole)들에서 자라난다. 커다란 흰색 꽃들은 구조적으로 근연종 극락조화속의 극락조화, 큰극락조화(en:Strelitzia nicolai)와 비슷하지만, 포엽(en:bract)도 초록색이고 하여 좀 더 수수하다고 여겨진다. 이 꽃들은 수정되면 하늘색 씨앗을 만들어내는데, 아마 인공적으로 만들어내지 않는 이상 지구를 다 뒤져도 파란색 씨앗은 이것 말고는 발견할 수 없을 것이다. 이 식물은 그 독특한 습성과 이파리 형태를 보기 위해 열대, 아열대 지방에서 널리 재배된다. 식물이 나이를 먹어가면서 밑에서부터 오래된 이파리들이 시들기 시작하고 튼튼한 회색 줄기가 남는다. 네 가지 형태 중에서 제일 큰 것은 마다가스카르 동부의 언덕에 서식하는 "Bemavo"이며 높이는 30m, 줄기의 두께는 2m에 달한다. 이파리 부채는 20에서 35장의 이파리로 구성되며, 각각의 이파리의 길이는 최대 11m에 달한다.

## 생태
이 식물의 수분자는 목도리리머(en:Ruffed lemur)로 알려져있으며, 리머의 식성과 먹이를 먹는 방식과 길다란 주둥이, 꽃차례의 크기와 구조를 고려했을 때, 이 식물은 공진화를 해왔을 가능성이 있다.

## 재배
식물을 기르기 위해서는 햇빛이 내리쬐는 장소가 필요한데, 크기가 커지기 전까지는 한낮의 햇빛에 노출시키지 않는 게 좋다. 비료를 주면 좋고, 특히 성장기에 질소를 듬뿍 주면 더 잘 자라고 이파리도 풍성해진다. 식물은 보통 7 m (23 ft)까지 자라며 물은 적당히 주면 된다.

## 사진
부채파초
- 인도네시아 자카르타에서 도시의 조경식물로 쓰이는 모습
- 캄보디아 프놈펜의 공원에서 촬영한 모습
- 인도에서 촬영한 부채파초의 꽃
- 잎의 구조
- 씨
- 줄기껍질
- 갈색으로 말라버린 오래된 잎자루